# Baanhoek
Baanhoek is een buurtschap in de gemeente Sliedrecht, in de Nederlandse provincie Zuid-Holland.
Baanhoek ligt in een inkeping in het zuidwesten van Sliedrecht. Bij Baanhoek ligt een spoorbrug over de aangrenzende rivier Beneden-Merwede, de Baanhoekbrug. Daar ligt ook station Sliedrecht Baanhoek. Aan de overkant van de Beneden Merwede liggen een rioolwaterzuiveringsinstallatie en het recreatiegebied Crayestein. In het verlengde van Baanhoek liggen Matena en Oosteind.
Baanhoek West is een aan Papendrecht grenzende Vinex-wijk. Ze kan vanuit Baanhoek bereikt worden door een verbindingsweg die Ouverture heet.
Dorp: Sliedrecht    Buurtschap: Baanhoek

Zuid-Holland: Steden en dorpen      Nederland: Provincies · Gemeenten